# تسكا أمزورو (امزاورو)
تسكا أمزورو هو دُوَّار يقع بجماعة تودغة السفلى، إقليم تنغير، جهة درعة تافيلالت في المملكة المغربية. ينتمي الدوّار لمشيخة امزاورو التي تضم 6 دواوير. يقدر عدد سكانه بـ 1249 نسمة حسب الإحصاء الرسمي للسكان والسكنى لسنة 2004.

## روابط خارجية
- البوابة الوطنية للجماعات الترابية نسخة محفوظة 12 مارس 2018 على موقع واي باك مشين.
- المندوبية السامية للتخطيط